# Помазание Иисуса миром
Помазание Иисуса миром — общее название эпизодов четырёх Евангелий, повествующих об умащении Иисуса Христа благовониями, совершённом женщиной. Евангелия от Марка, Матфея и Иоанна включают помазание миром в рассказ о Страстях Христовых. По месту действия в этих Евангелиях эпизод помазания называют также Вечерей в Вифании; по месту действия в Евангелии от Луки — Пиром в доме Симона Фарисея. Католическая традиция в течение долгого времени отождествляла совершившую помазание женщину с Марией Магдалиной.

## Евангельские свидетельства
| Евангелие            | Описание помазания |
| -------------------- | --- |
| от Матфея Мф. 26:6-7 | Когда же Иисус был в Вифании, в доме Симона прокаженного, приступила к Нему женщина с алавастровым сосудом мира драгоценного и возливала Ему возлежащему на голову. Увидев это, ученики Его вознегодовали и говорили: к чему такая трата? Ибо можно было бы продать это миро за большую цену и дать нищим. Но Иисус, уразумев сие, сказал им: что смущаете женщину? она доброе дело сделала для Меня: ибо нищих всегда имеете с собою, а Меня не всегда имеете; возлив миро сие на тело Мое, она приготовила Меня к погребению |
| от Марка Мк. 14:3-9  | И когда был Он в Вифании, в доме Симона прокажённого, и возлежал, — пришла женщина с алавастровым сосудом мира из нарда чистого, драгоценного и, разбив сосуд, возлила Ему на голову. Некоторые же вознегодовали и говорили между собою: к чему сия трата мира? Ибо можно было бы продать его более нежели за триста динариев и раздать нищим. И роптали на неё. Но Иисус сказал: оставьте её; что её смущаете? Она доброе дело сделала для Меня. Ибо нищих всегда имеете с собою и, когда захотите, можете им благотворить; а Меня не всегда имеете. Она сделала, что могла: предварила помазать тело Мое к погребению |
| от Луки Лк. 7:37-48  | И вот, женщина того города, которая была грешница, узнав, что Он возлежит в доме фарисея, принесла алавастровый сосуд с миром и, став позади у ног Его и плача, начала обливать ноги Его слезами и отирать волосами головы своей, и целовала ноги Его, и мазала миром. Видя это, фарисей, пригласивший Его, сказал сам в себе: если бы Он был пророк, то знал бы, кто и какая женщина прикасается к Нему, ибо она грешница. Обратившись к нему, Иисус сказал: Симон! Я имею нечто сказать тебе. Он говорит: скажи, Учитель. Иисус сказал: у одного заимодавца было два должника: один должен был пятьсот динариев, а другой пятьдесят, но как они не имели чем заплатить, он простил обоим. Скажи же, который из них более возлюбит его? Симон отвечал: думаю, тот, которому более простил. Он сказал ему: правильно ты рассудил. И, обратившись к женщине, сказал Симону: видишь ли ты эту женщину? Я пришёл в дом твой, и ты воды Мне на ноги не дал, а она слезами облила Мне ноги и волосами головы своей отерла; ты целования Мне не дал, а она, с тех пор как Я пришёл, не перестает целовать у Меня ноги; ты головы Мне маслом не помазал, а она миром помазала Мне ноги. А потому сказываю тебе: прощаются грехи её многие за то, что она возлюбила много, а кому мало прощается, тот мало любит. Ей же сказал: прощаются тебе грехи |
| от Иоанна Ин. 12:1-8 | За шесть дней до Пасхи пришёл Иисус в Вифанию, где был Лазарь умерший, которого Он воскресил из мёртвых. Там приготовили Ему вечерю, и Марфа служила, и Лазарь был одним из возлежавших с Ним. Мария же, взяв фунт нардового чистого драгоценного мира, помазала ноги Иисуса и отёрла волосами своими ноги Его; и дом наполнился благоуханием от мира. Тогда один из учеников Его, Иуда Симонов Искариот, который хотел предать Его, сказал: Для чего бы не продать это миро за триста динариев и не раздать нищим? Сказал же он это не потому, чтобы заботился о нищих, но потому что был вор. Он имел [при себе денежный] ящик и носил, что туда опускали. Иисус же сказал: оставьте её; она сберегла это на день погребения Моего. Ибо нищих всегда имеете с собою, а Меня не всегда. |

## Апокрифические рассказы
Апокрифы не сообщают непосредственно о помазании Иисуса, но рассказывают о происхождении благовонного мира, которым он был помазан. Согласно «Арабскому евангелию детства Спасителя» после обрезания Иисуса повитуха Саломея забрала

…крайнюю плоть (правда, говорят иные, будто пуповину она взяла) и поместила её в сосуд с нардовым маслом древним. Сын же её был продавцом благовоний, и, отдавая ему сосуд, сказала она: 

— Остерегись продавать сей флакон благовонного нарда, даже если б и триста денариев тебе за него предложили. 

Был же это тот самый сосуд, что купила Мария-грешница и вылила на главу и ступни Господа нашего Иисуса Христа, а потом их своими власами отерла.

## Расхождения свидетельств евангелистов
|          | Матфей                 | Марк                | Лука                                 | Иоанн                                 |
| -------- | ---------------------- | ------------------- | ------------------------------------ | ------------------------------------- |
| город    | Вифания                | Вифания             | не назван, в Галилее, возможно, Наин | Вифания                               |
| дом      | Симона прокаженного    | Симона прокаженного | Симона Фарисея                       | в Вифании, где был и Лазарь           |
| день     | среда Страстной недели |                     | задолго до Страстной недели          | суббота, за день до входа в Иерусалим |
| женщина  | некая женщина          | некая женщина       | грешница из «того города»            | Мария, сестра Лазаря                  |
| действия | помазание головы       | помазание головы    | омовение ног                         | омовение ног                          |

Такое количество расхождений издавна вызывало вопросы у исследователей евангельских текстов. В настоящее время значительная часть секулярных исследователей считает, что за евангельскими рассказами о помазании стоят одно или два реальных события из жизни Иисуса. Большинство полагает, что речь идёт об одном и том же помазании, рассказ о котором был отнесён евангелистами к разным моментам жизни Иисуса. В целом предпочтение отдаётся версии Марка, хотя точное определение времени (Страстная неделя) и места (Вифания) рассматривается большинством секулярных историков как позднее добавление. Церковная традиция, напротив, признаёт достоверность сообщения о помазании на Страстной неделе.
Часть исследователей предложила следующее решение проблемы:
- Матфей и Марк описывают одно и то же событие, причём Матфей опирается на данные Марка
- Лука, вероятней всего, рассказывает о другом омовении, которое хронологически имело место намного раньше
- Иоанн комбинирует оба рассказа, добавляя к нему подробности из служения Марфы (из Луки. 10:38—42)

Православный библеист архиепископ Аверкий считает, что омовений было два.
По счёту некоторых это число доходит до трёх.

### Мнения отцов церкви
Ориген считал, что всего было 3 помазания и 3 помазавших, в хронологической последовательности:
1. безымянной блудницей в доме Симона фарисея, в Галилее, о котором говорится только в Евангелии от Луки;
2. Марией, сестрой Лазаря, в их доме в Вифании, после воскрешения Лазаря, но до входа в Иерусалим, то есть в субботу (Евангелие от Иоанна);
3. другой женщиной в доме Симона прокажённого в Вифании в Страстную среду (у Матфея и Марка).

Этой же точки зрения придерживался Феофилакт Болгарский. Святой Иероним отличал грешницу из 7-й главы Евангелия от Луки от женщины, совершившей помазание в Вифании. Святитель Амвросий Медиоланский в «Толковании на Евангелие от Луки» также различает помазания в Галилее и Вифании, но воздерживается от окончательного суждения по поводу того, кто их совершил, говоря что это могла быть и одна и та же, и разные женщины. Святитель Иоанн Златоуст допускал, что у Матфея, Марка и Луки речь может идти об одной и той же женщине, но отличал её от Марии, сестры Лазаря. Святой Августин и св. Григорий Двоеслов считали, что была одна помазавшая, но два помазания, причём Григорий Двоеслов отождествил совершившую помазание женщину с Марией Магдалиной, из которой Иисус изгнал семь бесов. В 23 омилии он так говорит об этом: «Та, которую Лука именует женой грешницей, и которую Иоанн называет Марией, мы верим, что это была Мария, из которой были изгнаны семь бесов согласно Марку». Это отождествление закрепилось в западной традиции и принималось большинством западных средневековых авторов.

## Символическое значение омовения
Одно из значений этого действия Иисус расшифровывает сам — женщина готовит его к погребению.
Кроме того, учёные указывают, что само слово «Мессия», каковым объявил себя Иисус, буквально означает «помазанник», и ученики могли увидеть в действии, совершённом женщиной, отголосок этого обряда.
Исследователи также предполагают, что в более ранних евангелиях не упоминается имя женщины, но зато подробно рассказывают о месте этого события из-за того, что в глазах ранних христиан это событие было важнее его исполнителя. В частности, значение данного предварительного помазания миром обусловливалось тем, что своевременное миропомазание, то есть миропомазание тела распятого Иисуса, при его погребении в действительности не было совершено. Матфей и Марк прямо заявляют, что Иисус после кончины своей не был миропомазан, а Лука упоминает, что ученики предполагали помазать Иисуса миром, и только Иоанн свидетельствует положительно, что Иисус был миропомазан в гробе большим количеством снадобий.

## Мария Магдалина и наиболее популярное толкование
Несмотря на то, что большинство исследователей склоняются к первичности версии, изложенной Марком, наибольшую популярность в позднейшей христианской традиции, вероятно, благодаря своей театральности, получила трактовка Луки, где фигурирует грешница, омовение ног её слезами и вытирание их её длинными роскошными волосами. В первую очередь это касается западноевропейской католической традиции, которая имеет ещё одну важную особенность — она считала Марию Магдалину блудницей и, одновременно, Марией из Вифании. В Евангелиях нигде об этом не говорится прямо, зато это отождествление позволило сгладить неоднозначность и превратить трёх действующих лиц рассказа евангелистов (женщину, грешницу и Марию из Вифании) в одно.
Таким образом, хотя имя Магдалины не упоминается ни в одном из описаний омовения, она превратилась в его главного персонажа. Благодаря этому рассказу роскошные волосы стали одним из её главных атрибутов, равно как и алабастровый сосуд с миром.

## В православном богослужении
Рассказ о помазании Иисуса миром и предательстве Иуды являются основными темами литургии Великой среды. Стихиры на «Господи, воззвах» противопоставляют корыстолюбие Иуды самоотвержению и покаянию грешницы, умывшей слезами и помазавшей миром ноги Спасителя. Самой известной из стихир Великой среды является последняя, автором которой является преподобная Кассия:

Господи, яже во многия грехи впадшая жена, Твое ощутившая Божество, мироносицы вземши чин, рыдающи миро Тебе прежде погребения приносит: увы мне глаголющи! яко нощь мне есть разжжение блуда невоздержанна, мрачное же и безлунное рачение греха. Приими моя источники слез, иже облаками производяй моря воду. Приклонися к моим воздыханием сердечным, приклонивый небеса неизреченным Твоим истощанием: да облобыжу пречистеи Твои нозе, и отру сия паки главы моея власы, ихже в раи Ева, по полудни, шумом уши огласивши, страхом скрыся. Грехов моих множества, и судеб Твоих бездны кто изследит? Душеспасче Спасе мой, да мя Твою рабу не презриши, иже безмерную имеяй милость
Перевод
Женщина, предавшаяся многим грехам, Твое, Господи, ощутившая Божественное естество, как мироносица, рыдая, приносит Тебе миро прежде погребения, говоря: О, горе мне! Огонь невоздержанного блуда, мрачное и безлунная ночь греха. Приклонись к моим сердечным воздыханиям, Приклонивший небеса несказанным Твоим истощанием, да облобызаю пречистые Твои ноги и отру их своими волосами — те самые ноги, шаги которых Ева в раю услышав, в страхе скрылась. Множество грехов моих и бездну судеб Твоих кто увидит? Спаситель души моей, имеющий безмерную милость, не презри Твою рабу.

Неожиданно тема помазания Христа миром появляется в литургиях восточно-сирийского обряда. Каждение перед чтением Евангелия предваряется молитвой: «Да смешаются ароматы, исходившие от Тебя, Господи, когда грешная Мария излила благовонное миро на Твою главу, с этим фимиамом, который мы приносим Тебе во славу Твою и ради прощения наших грехов и прегрешений…»
В православной иконописи Омовения ног как отдельного сюжета нет, хотя его можно найти в клеймах. Кроме того, аналогию можно найти в иконописном изображении Марии и Марфы из Вифании, склоняющихся в поклоне к ногам Иисуса в сценах воскрешения Лазаря, которые на некоторых досках кажутся умащивающими его.

## Сюжет в европейской живописи
Данный сюжет вошёл в западноевропейское искусство как составляющая часть иконографии Марии Магдалины. Хотя при желании можно найти несколько изображений женщины, помазывающих голову Иисуса, все же они совершенно теряются в числе картин с омовением ног.
Магдалина изображалась в качестве прекрасной женщины, блудницы, в дорогих одеяниях и с роскошными неприбранными волосами. Она целует ноги Спасителя и обливает их слезами. Данный сюжет встречается в книжных миниатюрах, в станковой живописи, а также в гравюрах, гобеленах  и витражах .